# Diploschistes hensseniae
Diploschistes hensseniae är en lavart som beskrevs av Helge Thorsten Lumbsch och John Alan Elix 1985. 
Diploschistes hensseniae ingår i släktet Diploschistes och familjen Thelotremataceae. Inga underarter finns listade i Catalogue of Life.